# Религия в Гвинее
Диаграмма религий в Гвинее
 Ислам (89,1 %) Христианство (6,8 %) Анимизм (1,6 %) Нет религии (2,4 %) Другое (0,1 %)
Гвинея является светским государством. По данным всемирной книги фактов ЦРУ, большинство населения (89,1 %) исповедует ислам, христианство исповедуют 6,8 % населения, анимизм — 1,6 %, другие религии исповедуют 0,1 % населения. Неверующими являются 2,4 %.

## Религии

### Христианство
Христиане в стране включают католиков, англикан, баптистов, свидетелей Иеговых, адвентистов седьмого дня и несколько евангелистских групп. Больше всего христиан проживает в столице Гвинеи Конакри и в других крупных городах. В этих же местах расположено большинство христианских школ. Христианские школы являются частными и не получают государственной поддержки, однако они преподают по учебной программе, которая соответствует установленным государством требованиям к обязательному начальному школьному образованию. Также есть семинарии для подготовки католических священников.

### Ислам
Ислам проник в Гвинею в XVIII веке. Мусульмане составляют большинство населения страны. Исповедующие ислам преимущественно сунниты, хотя возрастает численность шиитов. Много мусульман также являются суфиями. Правительство отмечает некоторые мусульманские праздники как национальные.
Исламские школы распространены по всей стране и являются традиционным местом религиозного образования. Некоторые исламские школы являются частными, другие получают поддержку местных органов власти. Также в стране есть несколько медресе, которые, в отличие от исламских школ, преподают не по национальной программе начальной школы, преподают на арабском, а не на французском языке, и сосредоточены на изучении Корана. Средства из Саудовской Аравии, Кувейта и других стран Персидского залива поддерживают некоторые медресе.

### Другие религии
В Гвинее имеется небольшое сообщество бахаи, которое появилось после Второй мировой войны, а также маленькое число индуистов, буддистов и приверженцев традиционных китайских верований среди иностранных жителей.

## Свобода вероисповедания
Конституция Гвинеи позволяет людям выбирать, изменять и исповедовать религию по своему выбору. Правительство координирует свои действия с Межрелигиозным советом, в состав которого входят представители англиканской, католической и протестантской церквей, а также с Секретариатом по делам религий. Секретариат по делам религий стремится способствовать улучшению отношений между религиозными конфессиями.
Несмотря на вышеперечисленное, иногда поступают сообщения о том, что переход в другую религию приводил к преследованию со стороны семей и общин. Сообщается также, что в городе Дингирае, священном для африканских мусульман городе, не разрешается публичное празднование немусульманских религиозных праздников или фестивалей, а городские власти отказали в разрешении на строительство церкви в его пределах.
Религиозные группы и политические партии не могут владеть частыми радио- и телевизионными станциями, но правительство разрешает религиозные и политические передачи на частных коммерческих радиостанциях, эфирное время выделяет правительство.